# کهه
کهه، روستایی از توابع بخش مرکزی شهرستان حاجی‌آباد در استان هرمزگان ایران است.در این روستا راه آهن،مرکز انتقال نفت قرار گرفته است.

## جمعیت
این روستا در دهستان درآگاه قرار دارد و براساس سرشماری مرکز آمار ایران در سال ۱۳۸۵، جمعیت آن ۲۴۵ نفر (۶۴خانوار) بوده‌است.

## محصولات
خرما،انار،پسته،یونجه،گندم‌ و...

## مکان های گردشگری
قلعه تاریخی،چشمه،زیارت شاهزاده ابراهیم،باغ های زیبا

## مکان
در شمال شهرستان حاجی آباد هرمزگان قرار گرفته است.